# United States Department of Energy
Het United States Department of Energy (DOE) is het Amerikaanse ministerie van Energie. Het werd op 4 augustus 1977 opgericht. De huidige minister van Energie is Chris Wright, hij is in functie sinds 4 februari 2025.
Het ministerie is verantwoordelijk voor het nationale energiebeleid van de Verenigde Staten en de veilige omgang met nucleaire materialen. Het DOE is daarnaast een van de belangrijkste financiers van technisch en natuurwetenschappelijk onderzoek in de Verenigde Staten, onder meer door de National Laboratories, zoals Los Alamos National Laboratory, Brookhaven National Laboratory en het National Renewable Energy Laboratory.